# 中崎俊秀

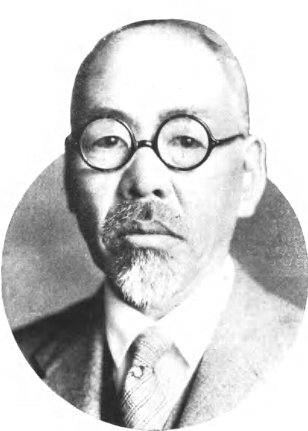
中崎俊秀

中崎 俊秀（なかざき としひで、1874年（明治7年）12月9日 - 1945年（昭和20年）7月21日）は、日本の衆議院議員（立憲民政党）、水戸市長、医師。

## 経歴
茨城県東茨城郡鯉淵村（現在の水戸市西部・笠間市東部）出身。神職・中崎正秀の長男として生まれた。済生学舎で医学を学んだ後、郷里で医院を開業し、1902年（明治35年）に鯉淵村長に選出された。日露戦争に従軍し、陸軍三等軍医に任ぜられた。1906年（明治39年）より水戸市内で常盤病院を開院し、1922年（大正11年）には茨城県医師会長に選出された。
水戸市会議員、茨城県会議員を経て、1928年（昭和3年）の第16回衆議院議員総選挙に出馬し、当選。以後、当選回数は補欠当選も加えて5回を数えた。また1932年（昭和7年）より水戸市長に就任し、常磐村の合併や塵芥処理場の改設、日中戦争の対応などに取り組んだ。